# Olaf Drescher
Olaf Drescher (*sinh ngày 17 tháng 11 năm 1959  tại Dresden ) là một kỹ sư đường sắt người Đức.
Ông từng là quản lý dự án tuyến đường sắt Berlin–Hamburg và Dự án Giao thông Thống nhất Đức (Deutsche Einheit) số 8. Từ ngày 1 tháng 2 năm 2018 đến ngày 30 tháng 4 năm 2021, ông giữ chức giám đốc kỹ thuật của DB Projekt Stuttgart–Ulm. Từ ngày 1 tháng 7 năm 2020, ông là chủ tịch ban điều hành của công ty này, chịu trách nhiệm cho các dự án Stuttgart 21 và tuyến đường sắt mới Wendlingen–Ulm.

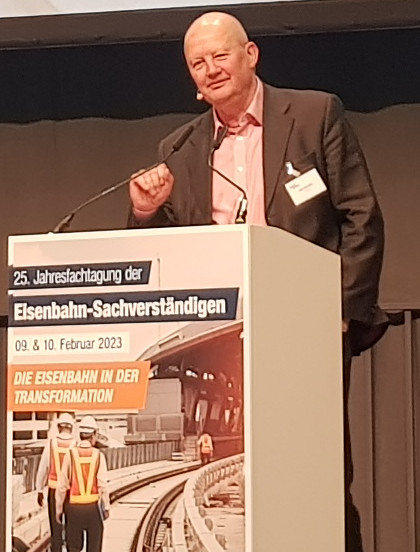
Olaf Drescher (Tháng 2 năm 2023)

## Cuộc đời và sự nghiệp

### Học tập và giai đoạn nghề nghiệp ban đầu
Drescher hoàn thành bậc phổ thông trung học cơ sở. Năm 1976, ông bắt đầu học việc tại Deutsche Reichsbahn ở Dresden với nghề thợ cơ khí điện – tín hiệu và kết thúc khóa học vào tháng 7 năm 1978.
Sau đó, ông theo học ngành công nghệ an toàn giao thông tại Trường kỹ sư giao thông. Từ năm 1990, ông tiếp tục học ngành công nghệ thông tin tại Trường đại học khoa học giao thông, chuyên về kỹ thuật tín hiệu đường sắt và công nghệ thông tin. Ông tốt nghiệp với bằng kỹ sư (Diplom-Ingenieur) công nghệ thông tin với luận văn về ứng dụng hệ chuyên gia trong kỹ thuật tín hiệu.
Từ tháng 7 năm 1983 đến tháng 6 năm 1990, Drescher làm việc tại Deutsche Reichsbahn trong các lĩnh vực hợp tác, nhập khẩu và kỹ thuật an toàn. Từ tháng 7 năm 1990 đến tháng 12 năm 1993, ông là cộng tác viên khoa học và trưởng phòng điều khiển – an toàn tại Tổng cục Deutsche Reichsbahn, đồng thời là quản lý sản phẩm lắp đặt.
Từ tháng 1 năm 1994 đến tháng 6 năm 1998, ông làm việc tại Deutsche Bahn trong lĩnh vực xây dựng đường sắt, ban đầu là trưởng phòng tín hiệu, viễn thông và kỹ thuật điện. Từ tháng 7 năm 1997 đến tháng 5 năm 2000, ông là thành viên ban lãnh đạo bộ phận, giám đốc chi nhánh cũng như giám đốc dự án hạ tầng và cải tạo thiết bị.

### Dự án đường sắt lớn
Trong thời gian làm việc tại Công ty quy hoạch xây dựng Đường sắt Thống nhất Đức, Drescher chịu trách nhiệm về dự án nâng cấp tuyến Berlin–Hamburg: từ tháng 5 năm 2000 đến tháng 12 năm 2002 là quản lý dự án, từ năm 2003 đến tháng 5 năm 2005 là quản lý dự án bộ phận kỹ thuật. Từ tháng 4 năm 2005 đến tháng 6 năm 2007, ông giữ chức trưởng bộ phận kỹ thuật và người phát ngôn của chi nhánh Đông Nam tại Leipzig.
Từ tháng 7 năm 2007 đến tháng 1 năm 2018, ông là trưởng dự án của Dự án Giao thông Thống nhất Đức số 8 (VDE 8). Ông quản lý khoảng 250 kỹ sư và 60 nhân viên kinh doanh tại ba địa điểm. Sau khi phần lõi của dự án được đưa vào khai thác tháng 12 năm 2017, ông tiếp tục phụ trách việc mở rộng, trong đó có khu vực Bamberg. Một số nguồn khác cho rằng ông dự kiến đảm trách việc triển khai rộng rãi hệ thống ETCS tại Đức.

### DB Projekt Stuttgart–Ulm GmbH
Từ tháng 2 năm 2018, Drescher là thành viên ban điều hành DB Projekt Stuttgart–Ulm GmbH. Ban đầu ông giữ chức giám đốc kỹ thuật và từng giữ chức Phó Chủ tịch, dưới quyền ông Manfred Leger – Chủ tịch Hội đồng quản trị.  Drescher phụ trách quản lý kỹ thuật dự án, điều phối dự án, hậu cần xây dựng trung tâm và tích hợp hệ thống kỹ thuật, trong khi ông Leger phụ trách đảm bảo chất lượng và truyền thông.  Việc bổ nhiệm chính thức có hiệu lực ngày 16 tháng 4 năm 2018.
Ông là giám đốc kỹ thuật thứ hai của công ty được thành lập năm 2013, sau Stefan Penn (miễn nhiệm ngày 1 tháng 1 năm 2015).
Ngày 1 tháng 7 năm 2020, Drescher kế nhiệm Leger làm chủ tịch ban điều hành, trở thành người đứng đầu thứ sáu của dự án Stuttgart 21.  Ông chịu trách nhiệm về xây dựng cơ bản, kỹ thuật đường sắt cũng như Nút kỹ thuật số (Digitale Knoten) Stuttgart. Ngày 1 tháng 5 năm 2021, chức vụ giám đốc kỹ thuật được chuyển giao cho Michael Pradel.
Theo thông tin của chính ông, hợp đồng làm giám đốc được gia hạn tháng 7 năm 2025 đến tháng 1 năm 2027.

## Đời tư
Drescher có ba người con. Từ tháng 8 năm 2018, ông cùng gia đình sinh sống tại Stuttgart-Feuerbach.